# Elymus shandongensis
Elymus shandongensis là một loài thực vật có hoa trong họ Hòa thảo. Loài này được B.Salomon mô tả khoa học đầu tiên năm 1990.